# Martindale, Texas
Martindale là một thành phố thuộc quận Caldwell, tiểu bang Texas, Hoa Kỳ. Năm 2010, dân số của xã này là 1116 người.